# Hundan al Belgrano
 Hundan al Belgrano  es una película coproducción de Argentina y Reino Unido donde se la exhibió como Rule Britannia filmada en colores dirigida por Federico Urioste sobre su propio guion realizado en colaboración con Miguel Pérez Narr, Juan Carlos Beltrán y Alfredo Yaeger que se estrenó en Argentina el 25 de abril de 1996. Colaboraron en la investigación Federico Urioste, Analía Payró, Luis Lázaro y Miguel de Nichilo (archivos),

## Sinopsis
Utilizando entrevistas, escenas dramáticas, mapas y otros elementos el documental examina el conflicto sobre las Islas Malvinas y, en especial, la Guerra de las Malvinas.

## Nominaciones
Asociación de Cronistas Cinematográficos de la Argentina
- Miguel Pérez, nominado por este filme al Premio Cóndor de Plata 1997 al Mejor Montaje.

## Comentarios
Gustavo J. Castagna en El Amante del Cine  escribió:

«…un informe totalizador que no logra escapar de la pereza formal del lenguaje de la televisión y no ante un documental donde se vislumbre la mirada de su realizador.»

Ricardo García Oliveri en Clarín dijo:

«Por su clara exposición de los intereses y conductas permanentes de Gran Bretaña, de la actitud cambiante de la sociedad argentina en su conjunto, por la precisión con que se ubica a ambas naciones en un marco más amplio (Norte-Sur), por los datos que refresca y la información nueva que aporta…resulta..un excelente remedio para desmemoriados.»

Manrupe y Portela escriben:

«Una mirada no del todo objetiva, teñida más bien de una ilusión incumplida y de un sospechoso antiimperialismo nacionalista que bucea muy poco en la autocrítica.»